# Plantago loeflingii
Plantago loeflingii är en grobladsväxtart som beskrevs av Carl von Linné. Enligt Catalogue of Life ingår Plantago loeflingii i släktet kämpar och familjen grobladsväxter, men enligt Dyntaxa är tillhörigheten istället släktet kämpar och familjen grobladsväxter. Arten förekommer tillfälligt i Sverige, men reproducerar sig inte. Inga underarter finns listade i Catalogue of Life.